# AS-25K
L'AS-25K è un missile argentino aria-superficie (ASM) in fase di sviluppo da parte di CITEFA ("Instituto de Investigaciones cientificas y Técnicas de las FFAA") in 2 versioni: aria-mare e aria-terra. L'utente principale è il COAN (Comando Aviazione Navale - Comando dell'Aviazione Navale) della Marina argentina .
Esso è azionato da un razzo a combustibile solido, con una gittata max. di 25 km ad una velocità di Mach-2. Il peso totale è inferiore ai 240 kg, e la sua testata è composta da circa 60 kg di Hexolite 50,50.

## Versioni
Quattro versioni sono allo studio, che differiscono essenzialmente nel sistema di guida:
- AS-25K-RC - Radio Comandato
- AS-25K-IR - Passive Infra-Red
- AS-25K-LS - Laser
- AS-25K-TV - Television

La versione IR è già sviluppata e pronta per il test. Per la versione LS il missile è stato dotato di un sistema di guida laser. Per la versione Television sono iniziate le attività di ricerca e sviluppo.

## Martin Pescador
L'AS-25K è uno sviluppo del missile argentina aria-superficie Martin Pescador MP-1000, attualmente in uso anche dalla Marina argentina.
Le differenze principali sono:
- Maggiore velocità e la portata;
- Possibilità di intervenire sulle linee guida in termini di: altezza / distanza e azimut (l'MP-1000 può essere guidato solo in altezza / e distanza);
- Il missile è della tipologia con sistema di guida "Fire-and-forget" (grazie al ricercatore ad infrarossi, l' MP-1000 ha solo una guida manuale radioelettrica);
- Grande gittata (stimato in 25 km, è da qui che deriva la denominazione "25K").